# Adrián de la Fuente
Adrián de la Fuente Barquilla (El Escorial, 26 de febrero de 1999) es un futbolista español que juega como defensa en el Levante U. D. de la Primera División de España.

## Trayectoria
Tras formarse en las categorías inferiores del Real Madrid, debutó con el filial el 26 de agosto de 2018 al partir como titular en una victoria por 2-0 frente a la U. D. Las Palmas Atlético en la extinta Segunda División B. Con el filial madridista se convertiría rápidamente en un habitual e indiscutible de la defensa, llegando incluso a ir convocado por Zinedine Zidane con el primer equipo para la Liga de Campeones.
El 14 de septiembre de 2020 se oficializó su incorporación al Villarreal C. F. para jugar en su filial también en la Segunda División B. Logró debutar con el primer equipo tras asentarse en el filial el 30 de noviembre de 2021 al partir como titular en una victoria por 0-8 frente al Victoria C. F. en Copa del Rey. Durante la temporada 2022-23 llegó a jugar varios partidos en la Liga Europa Conferencia de la UEFA.
El 30 de junio de 2023 fichó por el Levante U. D. para las siguientes tres campañas. En la segunda consiguieron ascender a Primera División y un gol suyo en la última jornada frente a la S. D. Eibar les permitió finalizar en primera posición.

## Clubes
Actualizado al último partido disputado el 1 de junio de 2025.
| Club                       | País   | Año       | Partidos | Goles |
| -------------------------- | ------ | --------- | -------- | ----- |
| Real Madrid Castilla C. F. | España | 2018-2020 | 42       | 2     |
| Villarreal C. F. "B"       | España | 2021-2023 | 90       | 7     |
| Villarreal C. F.           | España | 2022-2023 | 6        | 0     |
| Levante U. D.              | España | 2023-act. | 70       | 7     |